# Haddadus binotatus
Haddadus binotatus é uma espécie de anfíbio  da família Craugastoridae.
É endémica do Brasil.
Os seus habitats naturais são: florestas subtropicais ou tropicais húmidas de baixa altitude e regiões subtropicais ou tropicais húmidas de alta altitude.
Está ameaçada por perda de habitat.